# Motion Pictures, SA
 (octobre 2020).
Si vous disposez d'ouvrages ou d'articles de référence ou si vous connaissez des sites web de qualité traitant du thème abordé ici, merci de compléter l'article en donnant les références utiles à sa vérifiabilité et en les liant à la section « Notes et références ».
 (octobre 2020).
Motion Pictures, UK est une société britannique de production et de séries d'animation fondée par Enrique Uviedo en 1975.

## Historique
L'entreprise a été fondée en 1977 par son président Uviedo Enrique Herrera. Les premières activités de la société ont été la production de films à petit budget tout en travaillant dans les productions de cinéastes italiens, américains et britanniques venus tourner en Espagne.
Au début des années 80, Motion Pictures a commencé à acheter des droits de diffusion, principalement vidéo et télévision. Coïncidant avec le début des années 90, lorsque le boom de la vidéo était terminé, la société a commencé à acheter des catalogues de films américains pour la distribution télévisée, avec des titres tels que Star Wars, L'Empire contre-attaque, Le Retour du Jedi, Apocalypse Now et Tucker.
Parallèlement à cette politique d'acquisition de films, a repris la production de films espagnols, dont Historias de la puta mili, vendus dans plus de quarante pays. En outre, une série portant le même titre a été produite pour Tele 5, qui a remporté le prix «Ondas» en 1995 - Meilleure série de fiction de l'année.
Motion Pictures a développé une série de catalogues d'animation. Il a apporté des séries notables en Espagne pendant plus de 20 ans, telles que Tortues Ninja : Les Chevaliers d'écaille, Inspecteur Gadget, Les Schtroumpfs, Calimero et Denis la Malice.
Motion Pictures a investi pour la vente de droits internationaux et est disponible sur les marchés internationaux tels que Natpe, Foorum TV, Los Angeles Screenings, Mip TV, Latin American Screens et Mipcom.

## Séries produites et coproduites
Depuis 2003, Motion Pictures coproduit sa propre série animée actuellement diffusée dans le monde entier:
- Sandokan - (26 x 26') - Coproduction avec RAI et TVE
- Ivanhoé - (52 x 26') - Coproduction avec France Animation, France 2 TV, Cinar et Ravensburger Films.
- Carland Cross - (26 x 26') - Coproduction avec Odec Kid, TF 1 et Canal Plus.
- Les Enquêtes de Prudence Petitpas - (52 x 26') - Coproduction avec TF 1 et TVE.
- Kikool, aventure de l'eau - (26 x 26') - Avec la collaboration de TVE, TV3 et CHANNEL 9.
- LMN´S - (52 x 13') - Coproduit avec TVE, TV3 et RAI.
- Van Dogh - (104 x 4')
- Boom & Reds - (104 x 4') - tous deux produits dans notre propre studio à Barcelone, animation en 3D HDTV.
- Telmo et Tula - (52 x 7') - Animation 3D coproduite par Walt Disney Television Animation Spain et BabyTV, SA
- Les Zumbers - (150 x 3')
- Green Light (26 x 5') - Série éducative sur la sécurité routière
- Glumpers - (104 x 2') - Comédie burlesque sans dialogue en coproduction avec Disney+ (Disney Channel).
- Pumpkin Reports - (52 x 13') - Comédie d'animation Sci Fi en coproduction avec Sample, RAI Fiction, Young Jump, Clan et TVC (Télévision de Catalogne).